# Dicranoclista simpsoni
Dicranoclista simpsoni är en tvåvingeart som beskrevs av Mario Bezzi 1924. Dicranoclista simpsoni ingår i släktet Dicranoclista och familjen svävflugor. Inga underarter finns listade i Catalogue of Life.